# Arkeisios
Arkeisios (altgriechisch Ἀρκείσιος Arkeísios, auch Ἀρκέσιος Arkésios) ist eine Gestalt der griechischen Mythologie.
Er war der Vater des Laertes und Großvater väterlicherseits des Odysseus. Seine Eltern waren nach einer Sagenversion Zeus und Euryodeia. Verheiratet war er mit Chalkomedusa.
Nach anderen Angaben war er ein Sohn des Kephalos aus Thorikos und der Prokris. Nach wieder anderer Darstellung soll er ein Sohn des Killos oder Keleos, eines Sohnes des Kephalos, gewesen sein. Aristoteles aber schildert folgende Herkunft: Als Kephalos das Orakel von Delphi befragte, wie er zu Kindern kommen könne, erhielt er zur Auskunft: Er solle sich mit dem ersten weiblichen Wesen, das ihm begegnen werde, vermählen. Zurück in der Heimat stieß er auf eine Bärin, die sich, nachdem er sie geschwängert hatte, in eine Frau verwandelte und Arkeisios gebar.